# Buono Chiodi
Buono Chiodi, (Saló, Italia, 1728 - Santiago de Compostela, España, 1783) fue un compositor de música sacra y maestro de capilla de la Catedral de Santiago.

## Biografía
De familia acomodada, hay dudas sobre su formación musical y su ordenación. En 1770 llegó a Santiago de Compostela para sustituir al Maestro de Capilla de la Catedral, Pedro Cifuentes (+1771) que había solicitado al cabildo un sustuito por razones de salud. Chiodi ya tenía fama de buen músico y se cree que anteriormente había ejercido de Maestro de Capilla en la catedral de Bérgamo.
Su tarea fue muy importante, porque aprovechó el apogeo económico de la catedral para formar una capilla real excepcional. En 1777 se le dio permiso para viajar a Italia. Durante el año que duró su ausencia, el Cabildo respaldo la labor musical de Chiodi ante el arzobispo de la diócesis, Francisco Alejandro Bocanegra y Jivaja, para quien la música del italiano era más apropiada para el teatro o la comedia que para el ámbito religioso. Chiodi retomó su puesto hasta el final de sus días, en 1783. Por deseo suyo está enterrado en el Convento de las Carmelitas Descalzas.
Como compositor despuntó muy joven (seguramente antes de 1750) favorecido por un entorno propicio. En general, su producción musical se caracteriza por una grafía ágil y estilizada, y por las grandes  posibilidades que le daba la variada capilla de músicos e instrumentistas, de procedencia diversa, que tenía a su servicio gracias a la riqueza de la catedral. Toda su obra conservada, más de 500, es religiosa (a excepción de una ópera y tres piezas instrumentales), realizada durante su estancia en Santiago. Se tiene constancia documental de que también había compuesto arias y otras piezas profanas. La mayoría de ellas son autógrafas (manuscritas): se conserva un Credo a concerto a 4 (1750) y un Miserere (1766) de su época italiana; y de su época compostelana se conservan Misas solemnes, Salmos, Motetes, Lamentaciones, Tatum Ergo, Letanías, Ave Marías, Salve Regina, Regina Coeli, Te deum, Veni creator, Villancicos, más obra incompleta y papeles sueltos. Con Chiodi el italianismo barroco llegó a su apogeo en Santiago, después de haber vivido días verdaderamente gloriosos. La música sacra italianizante no era exclusiva de la catedral de Santiago, sino la culminación de todo un proceso que ya aparece documentado desde fines del siglo XVI en varias catedrales españolas. Buono Chiodi fue sucedido en el cargo por Melchor López que inicialmente continuó con el barroquismo italiano para girar su estilo, desde 1795, hacia el clasicismo centroeuropeo de la segunda mitad del XVIII.